# اندیس تکتکاب
تکتکاب یک اندیس مصالح ساختمانی است که در حوالی شهر بالارود استان خوزستان قرار دارد و مادهٔ معدنی موجود در آن، مارن است.سنگ میزبان این اندیس مارن آغاجاری است و دیرینگی آن به دوران میو- پلیوسن می‌رسد. 